# Эгюий (Буш-дю-Рон)
Эгюий или Эгилль (фр. Éguilles) — коммуна на юго-востоке Франции в регионе Прованс — Альпы — Лазурный Берег, департамент Буш-дю-Рон, округ Экс-ан-Прованс, кантон Пелиссан.
Площадь коммуны — 34,07 км², население — 7491 человек (2006) с тенденцией к стабилизации: 7453 человека (2012), плотность населения — 218,8 чел/км².

## Население
Население коммуны в 2011 году составляло 7504 человека, а в 2012 году — 7453 человека.
| 1962 | 1968 | 1975 | 1982 | 1990 | 1999 | 2006 | 2007 | 2011 | 2012 |
| ---- | ---- | ---- | ---- | ---- | ---- | ---- | ---- | ---- | ---- |
| 1181 | 2016 | 3033 | 4473 | 5950 | 7127 | 7491 | 7544 | 7504 | 7453 |

Динамика населения:

## Экономика
В 2010 году из 4763 человек трудоспособного возраста (от 15 до 64 лет) 3536 были экономически активными, 1227 — неактивными (показатель активности 74,2%, в 1999 году — 69,6%). Из 3536 активных трудоспособных жителей работали 3236 человек (1660 мужчин и 1576 женщин), 300 числились безработными (121 мужчина и 179 женщин). Среди 1227 трудоспособных неактивных граждан 469 были учениками либо студентами, 385 — пенсионерами, а ещё 373 — были неактивны в силу других причин.
На протяжении 2010 года в коммуне числилось 3087 облагаемых налогом домохозяйств, в которых проживало 7617,0 человек. При этом медиана доходов составила 27 тысяч 495 евро на одного налогоплательщика.